# Masaya
Masaya é uma cidade e município da Nicarágua, situada no departamento de Masaya. Tem 147 km² de área e sua população em 2020 foi estimada em 183.032 habitantes.